# بندقية إم-4 القصيرة

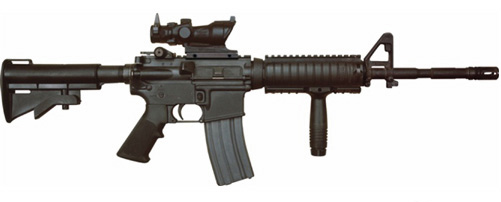
بندقية إم4 إي1

M4 سلاح أمريكى الصنع يستخدم كسلاح أساسي في الجيش الأمريكي ويمتاز بصغر حجمه وخفة وزنه ومن مميزاته يستخدم معه قاذف قنابل ويركب عليه منظار للرؤية الليلية ويعمل أيضا كسلاح قنص ويستخدم جميع أنواع الذخائر الحارق منها والخارق والمتفجر وتستخدمه كثيرا من الدول مثل دولة إسرائيل وفرنسا ويعد كاربين M4 هي من عائلة الأسلحة النارية التي كانت مستمدة من الإصدارات السابقة من بندقية كاربين بندقية إم 16، والتي كانت بدورها مشتقة من البندقية الأصل AR-15 للمصمم يوجين ستونر - شركة ArmaLite . وM4 هو البديل الأقصر والأخف وزنا من بندقية M16A2، مع 80 من لاجزاءالمشتركة. رماية النار انتقائية، تطلق بالاستناد على الكتف تعمل بالغاز.كما إنه من عيار 5.56mm حسب معايير منظمة حلف شمال الأطلسي. يتم استخدام كاربين M4 بشكل كبير من قبل وحدات الجيش الأمريكي.
في أبريل 2022، اختارَ الجَيشُ الأمرِيكي بُندُقية «إكس أم 5» لتَكونَ خَليفة الـ«إم-4».

## مواصفات عامة
- العيار: 45×5,56
- الطول: 83 سم
- الوزن: 3,15 كغم
- سرعة الطلقه: 841 متر/ثانية
- عدد الطلقات بالدقيقة للرمي الاوتوماتيكي: 700-900 طلقة
- عدد الطلقات بالدقيقة للرمي النصف اوتوماتيكي: 30-100 طلقة
- المدى القاتل: 600 متر.

### إم4 إي1
بندقية أم 4 أيه 1 هي بندقية أمريكية الصنع بالإنكليزية m4 ترتكز تصميمها على بندقية m16 وجميعها ترتكز على بندقية ar-15 صممت من قبل يوجين ستونير وصنعت من قبل arma lite تستخدم طلقات عيار 5.56*45 nato نوع m4 تستطيع الرماية بعدة وضعيات رمي المفرد (طلقة طلقة) أو الثلاث طلقات في كل ظغطة زناد (صليات) ورماية سريعة (اوتوماتيك) اما نوع m4a1 المعدل تستطيع رمي مفرد أو بشكل اوتماتيكي تستخدم من قبل الجيش الأمريكي وعدة بلدان أخرى.

## قضية العلامات التجارية
ان قضيه العلامات التجاريه تتعلق بعلامات المصانع ومن هذه المصانع مصنع كولت الذي يحمل علامه الحصان وبعض العلامات التجاريه من المصانع الأخرى

## المستخدمين
- إسرائيل: الجيش الإسرائيلي
- الولايات المتحدة: القوات المسلحة الأمريكية
- تركيا: القوات الخاصة في الجيش، الجندرمة والشرطة.
- العراق: القوات الخاصة، جهاز مكافحة الإرهاب isof ووبعض وحدات الحشد الشعبي.
- مصر: القوات الخاصة المصرية
- تونس: القوات الخاصة في الجيش والداخلية
- لبنان* فوج الغاوير والقوات الخاصة
- الإمارات العربية المتحدة: القوات المسلحة الاماراتية